# Phillipston
Phillipston – miasto w Stanach Zjednoczonych, w stanie Massachusetts, w hrabstwie Worcester.